# Ufuk Talay
Ufuk Talay, född 26 mars 1976, är en australisk tidigare fotbollsspelare.
I april 1995 blev han uttagen i Australiens trupp till U20-världsmästerskapet 1995.